# Unionen
Under den amerikanske borgerkrig blev betegnelsen Unionen brugt om Amerikas Forenede Stater, dvs. de 23 Nordstater som ikke var en del af Konføderationen (Sydstaterne).

## Overblik
Begrebet Unionen blev før Den amerikanske Borgerkrig anvendt som et synonym for alle staterne i USA og ved under borgerkrigen at bruge det som betegnelse for de stater, der ikke havde gjort oprør, signaleredes en legitimitet ved fortsættelse af en hidtil eksisterende politisk enhed. 
I officiel sprogbrug taler man om, at nye stater optages i Unionen og præsidentens årlige tale til kongressen omtales som State of the Union address. 
Under borgerkrigen betegnede man de som boede i grænsestater, men som var loyale overfor de føderale myndigheder som unionister. 
Næsten 120.000 borgere i Sydstaterne var soldater på Unionens side i borgerkrigen, og fra alle sydstater undtagen South Carolina blev der opstillet regimenter, som kæmpede for Unionen. 
Sydstats unionister blev i vidt omfang brugt til bekæmpelse af sydstats-guerillaer og som okkupationsstyrker i sydstatsområder, der blev erobret af Unionen. 
Efter Den amerikanske Borgerkrig er udtrykket i vidt omfang blevet brugt som synonym for Nordstaterne, og har i stigende grad mistet sine mere subtile historiske bibetydninger. Det bruges i reglen i sammenhænge, hvor ”Forenede Stater” ville være forvirrende, ”Føderal” uklart, og Yankee enten forældet eller nedsættende. 

## Unionsstaterne
Unionsstaterne var:
Californien, Connecticut, Delaware*, Illinois, Indiana, Iowa, Kansas, Kentucky*, Maine, Maryland*, Massachusetts, Michigan, Minnesota, Missouri*, Nevada, New Hampshire, New Jersey, New York, Ohio, Oregon, Pennsylvania, Rhode Island, Vermont, West Virginia*, Wisconsin (* angiver at der var tale om en grænsestat).
Kansas, West Virginia, og Nevada blev optaget i unionen efter borgerkrigens udbrud.